# Boedo
Boedo é um bairro da cidade argentina de Buenos Aires. É um bairro sobretudo de classe média, sendo conhecido pela forte presença do tango e por muito tempo ter se localizado nele a sede do Club Atlético San Lorenzo de Almagro (atualmente, no bairro de Flores).
O bairro foi baptizado com o nome de Boedo em homenagem a Mariano Boedo, uma das figuras de proa do movimento independentista argentino.

## Lugares Importantes
A esquina de San Juan e Boedo (rua homónima ao bairro) é mencionada no verso inicial do tango Sur (Sul em português), uma das canções mais representativas de Buenos Aires.  Em honra do autor destes versos, este ponto passou a ser conhecido por Esquina Homero Manzi, e alberga vários festivais de tango ao longo de todo o ano.

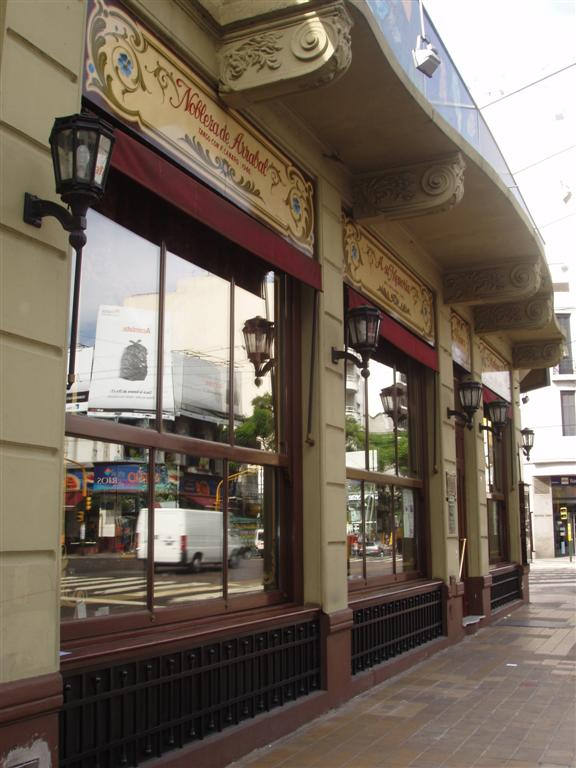
Esquina Homero Manzi
Esquina Homero Manzi
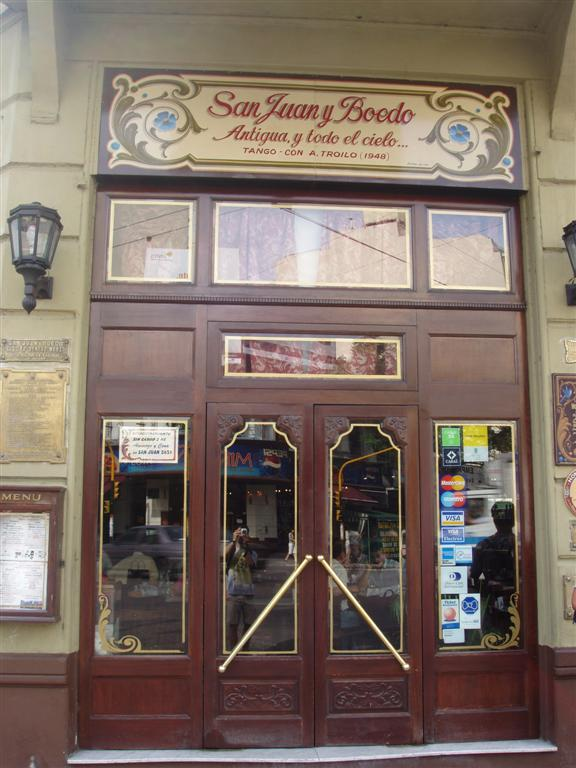
Esquina Homero Manzi

## Cultura
O grupo Boedo foi um conjunto de escritores argentinos e uruguaios de esquerda da década de 1920.  Entre os seus membros contavam-se Enrique Amorim, Leónidas Barletta, Elías Castelnuovo, Roberto Mariani, Nicolás Olivari, Lorenzo Stanchina e Álvaro Yunque.
Algumas revistas associadas ao grupo Boedo eram a Dínamo, a Extrema Izquierda e a Los Pensadores.
Nicolás Olivari, um dos fundadores do grupo Boedo, também contribuiu para a formação do grupo Florida, menos politizado.  O escritor Roberto Arlt também manteve contactos com ambos os grupos.
Uma das principais músicas que cantam o bairro é "Bluses de Boedo", interpretada magnificamente pela Orquesta Típica Fernández Fierro.

## Meios de transporte
O barrio de Boedo está ligado aos restantes bairros da cidade através de numerosas linhas de autocarros e comboios, estando a Estação Boedo do metropolitano integrada na Línea E.
As principais ruas e avenidas do bairro são a rua Boedo, em direcção a sul, San Juan e Directorio para este, e Alberdi e Independencia para oeste.